# Frizon
Frizon je francouzská obec v departementu Vosges, v regionu Grand Est. Obec se dělí na dvě části: Frizon-Haute a Frizon-Basse, které jsou odděleny potokem jménem Poinsot.

## Památky
- neogotický kostel sv. Martina

## Vývoj počtu obyvatel
Počet obyvatel